# Mistrzostwa Świata w Piłce Nożnej 2014 (eliminacje)
W eliminacjach do mistrzostw świata 2014 uczestniczyło 202 reprezentacje. Reprezentacja Brazylii jako gospodarz turnieju awansowała bez eliminacji. 

## Strefy kontynentalne

### Europa (UEFA)
- Grupa A –  Belgia.  Chorwacja zapewniła sobie udział w barażach kontynentalnych.
- Grupa B –  Włochy.
- Grupa C –  Niemcy.  Szwecja zapewniła sobie udział w barażach kontynentalnych.
- Grupa D –  Holandia.  Rumunia zapewniła sobie udział w barażach kontynentalnych.
- Grupa E –  Szwajcaria.  Islandia zapewniła sobie udział w barażach kontynentalnych.
- Grupa F –  Rosja.  Portugalia zapewniła sobie udział w barażach kontynentalnych.
- Grupa G –  Bośnia i Hercegowina.  Grecja zapewniła sobie udział w barażach kontynentalnych.
- Grupa H –  Anglia.  Ukraina zapewniła sobie udział w barażach kontynentalnych.
- Grupa I –  Hiszpania.  Francja zapewniła sobie udział w barażach kontynentalnych.

Po barażach awansowali:  Chorwacja,  Francja,  Grecja i  Portugalia.

### Azja (AFC)
- Grupa A –  Iran,  Korea Południowa.  Uzbekistan awansuje do baraży
- Grupa B –  Japonia,  Australia.  Jordania awansuje do baraży

Baraże:  Jordania awansowała po wygranej z Arabią Saudyjską do baraży interkontynentalnych, w których zagra z drużyną z CONMEBOL.

### Ameryka Południowa (CONMEBOL)
- Argentyna,  Kolumbia,  Chile,  Ekwador.  Urugwaj awansuje do baraży interkontynentalnych.

### Ameryka Północna (CONCACAF)
- Stany Zjednoczone,  Kostaryka,  Honduras.  Meksyk awansuje do baraży interkontynentalnych.

### Afryka (CAF)
- Wybrzeże Kości Słoniowej,  Nigeria,  Kamerun,  Ghana,  Algieria

### Oceania (OFC)
- Nowa Zelandia wygrała eliminacje strefy OFC zagra w barażach interkontynentalnych.

## Baraże interkontynentalne

### Baraż AFC – CONMEBOL
| Drużyna 1                            | Wynik dwumeczu | Drużyna 2 | Pierwszy mecz | Drugi mecz |
| ------------------------------------ | -------------- | --------- | ------------- | ---------- |
| Jordania                             | 0:5            | Urugwaj   | 0:5           | 0:0        |
| Po lewej gospodarz pierwszego meczu. |                |           |               |            |

### Baraż CONCACAF – OFC
| Drużyna 1                            | Wynik dwumeczu | Drużyna 2     | Pierwszy mecz | Drugi mecz |
| ------------------------------------ | -------------- | ------------- | ------------- | ---------- |
| Meksyk                               | 9:3            | Nowa Zelandia | 5:1           | 4:2        |
| Po lewej gospodarz pierwszego meczu. |                |               |               |            |

### Zakwalifikowane drużyny

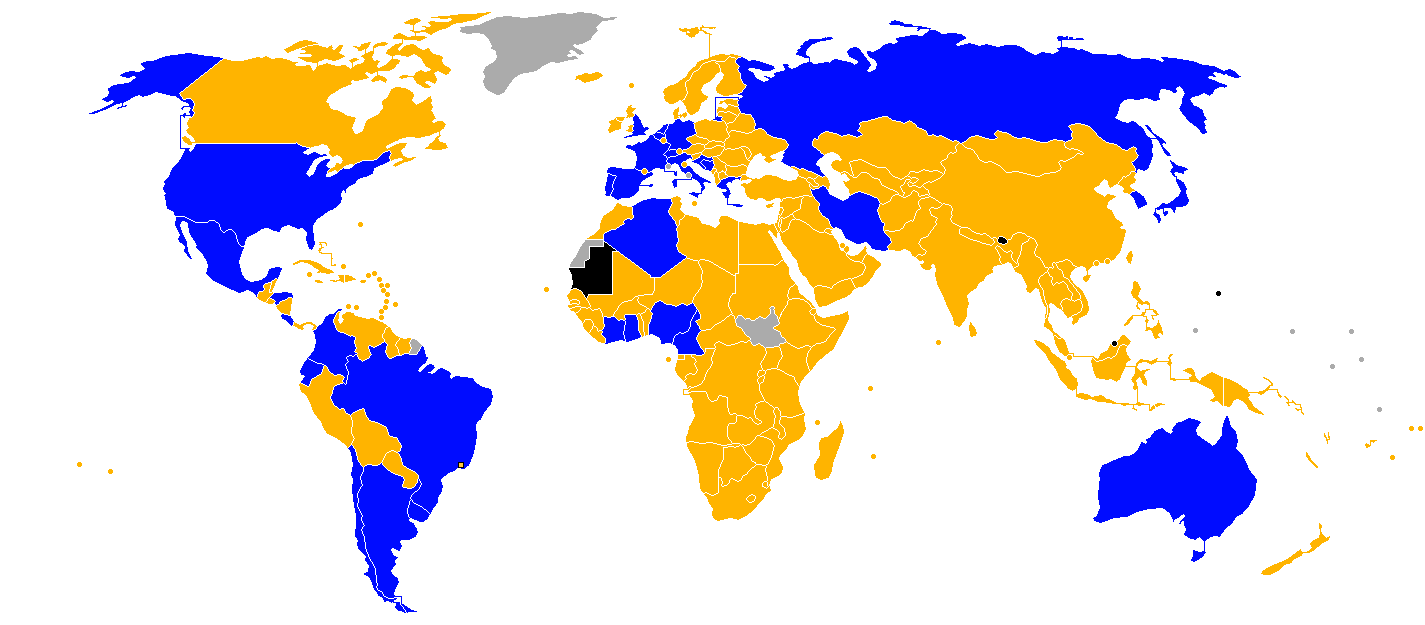
Kraje zakwalifikowane do finałów Mistrzostw Świata
Kraje niezakwalifikowane do finałów Mistrzostw Świata
Kraje, które nie brały udziału w kwalifikacjach
Kraje nie będące członkami FIFA

Kraje zakwalifikowane do finałów Mistrzostw Świata
     Kraje niezakwalifikowane do finałów Mistrzostw Świata
     Kraje, które nie brały udziału w kwalifikacjach
     Kraje nie będące członkami FIFA